# Molippa sabina
Molippa sabina är en fjärilsart som beskrevs av Walker 1855. Molippa sabina ingår i släktet Molippa och familjen påfågelsspinnare. Inga underarter finns listade i Catalogue of Life.